# Parc événementiel de Kantola
Le parc événementiel de Kantola finnois : Kantolan tapahtumapuisto) est un parc événementiel situé dans le quartier Kantola d' Hämeenlinna en Finlande.

## Présentation
Le parc, réservé à l'organisation de grand événements publics, ouvre le 25 mai 2015. 
Sa superficie est de 9,5 hectares, ce qui en fait le plus grand parc événementiel de Finlande à son ouverture.
Le parc événementiel de Kantola est situé dans la zone industrielle de Kantola près du lac Vanajavesi et est un champ plat couvert d'une pelouse.

## Évènements
Le parc d'événements a accueilli des concerts et divers événements de loisirs.
Se sont produits dans le parc, entre autres, le groupe de rock australien AC/DC en 2015, le groupe de heavy metal britannique Iron Maiden en 2016, le groupe de rock américain Guns N'Roses en 2017 et Metallica en 2019,,.
| Groupe        | Date             | Première partie                                   | Public |
| ------------- | ---------------- | ------------------------------------------------- | ------ |
| AC/DC         | 22 juillet 2015  | Santa Cruz, Vintage Trouble                       | 55 000 |
| Iron Maiden   | 29 juin 2016     | The Raven Age, Stratovarius, Amon Amarth, Sabaton | 23 000 |
| Guns N’ Roses | 1er juillet 2017 | Michael Monroe, The Darkness                      | 55 000 |
| Metallica     | 16 juillet 2019  | Ghost, Bokassa                                    | 55 500 |